# Cala Martina
Cala Martina est une crique de la Maremme grossetaine près de Puntone di Scarlino, dans la commune de Scarlino, en Toscane. Elle s'ouvre sur la mer Tyrrhénienne dans la réserve naturelle des Bandite di Scarlino.
La crique, plus étroite que la voisine Cala Violina, est enserrée entre deux promontoires, Punta Francese au nord et Punta Martina au sud, et se caractérise par la présence de rochers et une mer très transparente.
Cala Martina est également célèbre pour être le lieu où Giuseppe Garibaldi, poursuivi par les gardes pontificaux, le 2 septembre 1849 embarqua sur un bateau de pêche pour rejoindre Porto Venere, aidé par la population locale. L'événement est commémoré par un monument sur le chemin menant à la plage, sculpté en 1949 par Tolomeo Faccendi (it).